# 海倫·赫倫·塔虎脫
海倫·赫倫·塔虎脫（英語：Hellen Herron Taft，1861年6月2日—1943年5月22日）是第27任美國總統及第10任美國首席大法官威廉·霍華德·塔虎脫的妻子。塔虎脫在1909年至1913年出任總統期間，海倫·塔虎脫亦隨之擔任美國第一夫人。